# Carex setifolia
Carex setifolia là một loài thực vật có hoa trong họ Cói. Loài này được Kunze mô tả khoa học đầu tiên năm 1834.